# Bahnhof Westerburg
Der Bahnhof Westerburg war der Kreuzungsbahnhof der heute stillgelegten Bahnstrecke Herborn–Montabaur (auch Westerwaldquerbahn genannt) und der nach wie vor betriebenen Bahnstrecke Limburg–Altenkirchen (Oberwesterwaldbahn) in Westerburg im Westerwaldkreis.

## Geschichte

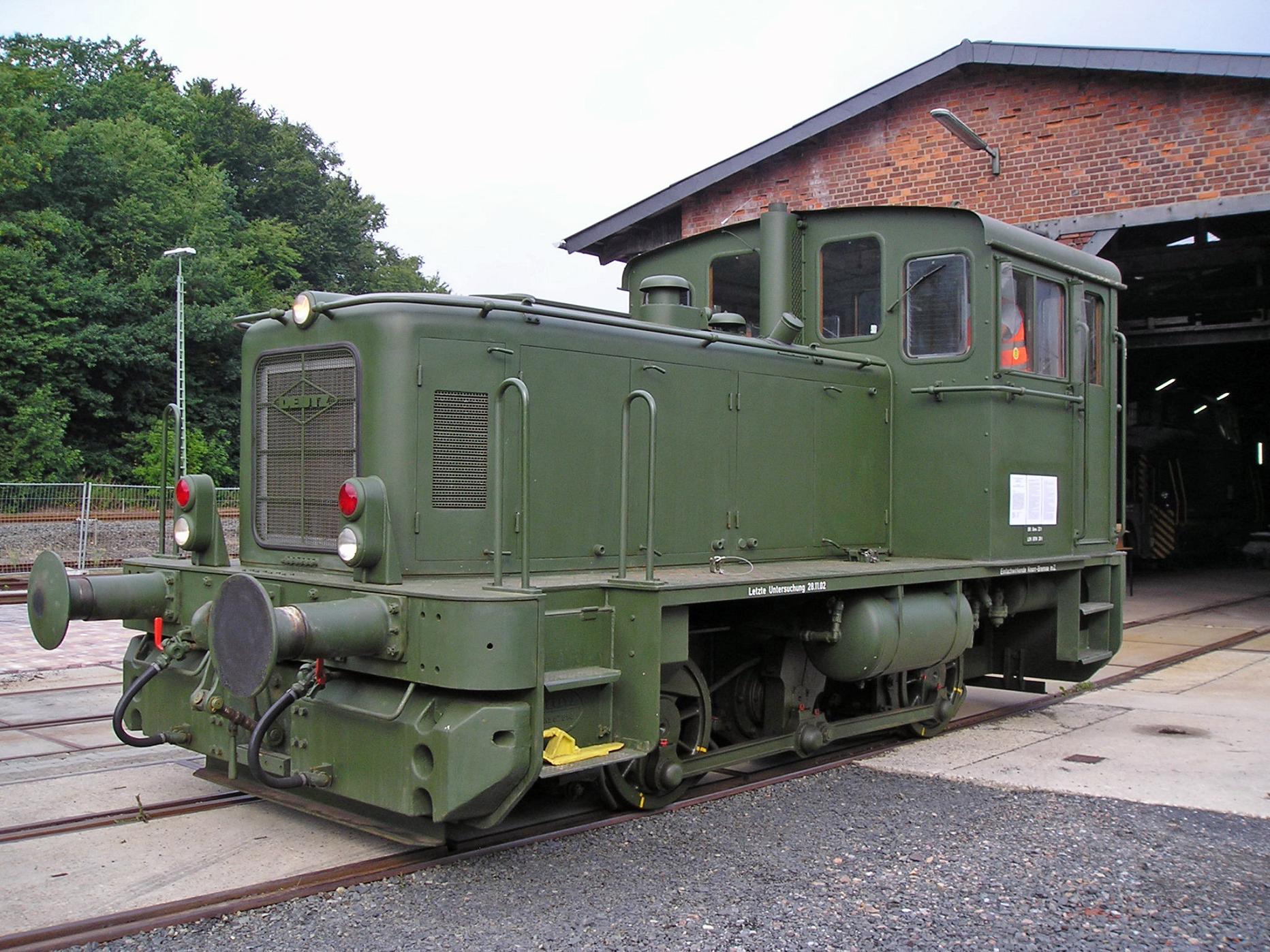
Deutz KS 230 B im bahntechnischen Museum am Bahnhof (2008)

Der Bahnhof nahm zusammen mit dem entsprechenden Abschnitt der Oberwesterwaldbahn am 1. Oktober 1886 den Betrieb auf. Das Empfangsgebäude des Bahnhofs wurde erst 1887 fertiggestellt. Am 16. Juli 1907 ging der Streckenast der Westerwaldquerbahn von Westerburg via Fehl-Ritzhausen und Rennerod nach Herborn in Betrieb, zum 1. Juni 1910 der in Richtung Montabaur. Der Bahnhof war damals ein Inselbahnhof. Es bestanden eine Reihe von Anschlüssen zu örtlichen Industriebetrieben.
Die Französische Besatzungsmacht ordnete nach dem Zweiten Weltkrieg alle Bahnstrecken im nördlichen Teil ihrer Besatzungszone der Eisenbahndirektion Mainz zu, somit auch den Bahnhof Westerburg. Mit der schrittweisen Auflösung der Bundesbahndirektion Mainz in den Jahren 1971/72 fiel die Zuständigkeit für den Bahnhof zum 1. Januar 1971 an die Bundesbahndirektion Frankfurt/M.
Zum 31. Mai 1981 wurde der Personenverkehr auf beiden in Westerburg abgehenden Streckenästen der Westerwaldquerbahn eingestellt. Seit dieser Zeit wurde der Service für Reisende am Bahnhof zunehmend reduziert, später auch die Güterabfertigung aufgegeben und die Gleisanlagen östlich des Empfangsgebäudes beseitigt, so dass es in Randlage zu den verbleibenden Gleisanlagen kam und der Bahnhof seine Funktion als Inselbahnhof verlor. Der Güterverkehr Richtung Montabaur wurde 1985 eingestellt, Richtung Rennerod 1995. Im Zuge der Bahnreform wurde das Empfangsgebäude privatisiert.

## Aktueller Zustand
Der Bahnhof hat noch vier Gleise, davon zwei am Bahnsteig. Gleis 2 ist der Hausbahnsteig am Empfangsgebäude, Gleis 3 hat einen Zwischenbahnsteig, der ebenerdig erreicht werden kann. Im Empfangsgebäude befindet sich das Eisenbahnplakat-Museum. Die beiden zweigleisigen ehemaligen Lokschuppen im Norden des Bahnhofs werden seit 2003 von den Westerwälder Eisenbahnfreunden genutzt.

## Verkehr

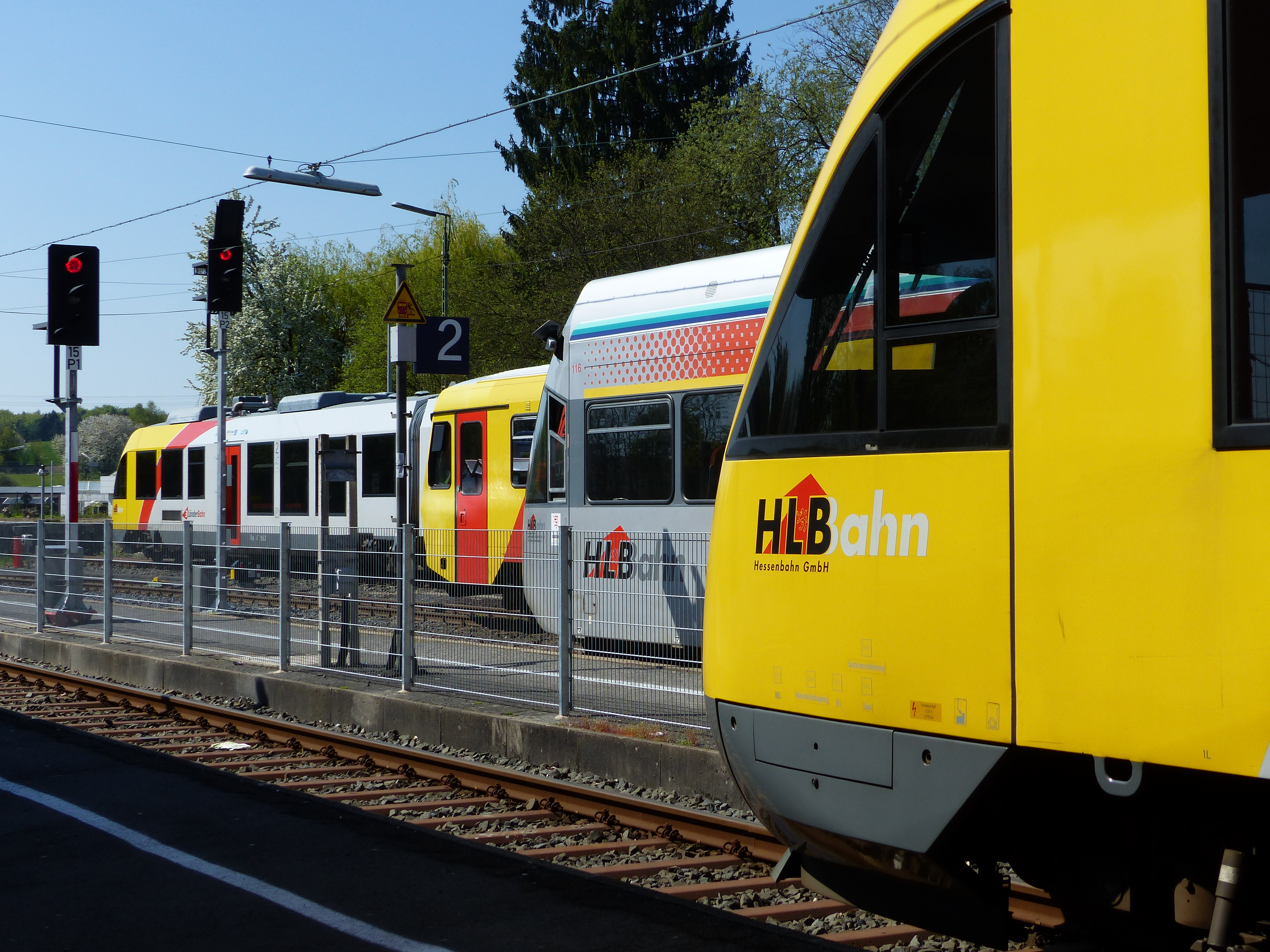
Vier HLB-Triebwagen im Bahnhof Westerburg

Der Bahnhof wird heute von Zügen der Hessischen Landesbahn GmbH (HLB), Betriebsbereich Dreiländerbahn, in Richtung Limburg (Lahn) und Siegen durch die Linie RB 90 (Westerwald-Sieg-Bahn) bedient. Darüber hinaus verkehren von hier aus Busse in die Region, u. a. die Rhein-Mosel-Bus-Linie 116 (Montabaur Bahnhof/FOM – Westerburg – Rennerod Busbf. /Bad Marienberg), welche teilweise auch entlang der stillgelegten Westerwaldquerbahn (Herborn-Rennerod-Wallmerod-Montabaur) verläuft. Vor dem Bahnhof befinden sich Park-and-Ride- und Bike-and-ride-Anlagen. Die Verkehrsleistungen erfolgen im Auftrag des Zweckverband Schienenpersonennahverkehr Rheinland-Pfalz Nord (SPNV Nord) und werden nach dem Rheinland-Pfalz-Takt durchgeführt. Auf dem größtenteils in Rheinland-Pfalz verlaufenden Abschnitt zwischen Westerburg und Siegen besteht seit Dezember 2014 von Montag bis Sonntag ein genereller Stundentakt; zu den Hauptverkehrszeiten teilweise noch dichtere Intervalle. Um in den Bahnhöfen Au (Sieg) und Limburg die Anschlüsse in Richtung Köln und Frankfurt gewährleisten zu können, endeten die meisten Züge in Westerburg, es gab nur noch wenige Fahrten zwischen Limburg und Au (Sieg). Im Fahrplan 2021 bestand ein Angebot im versetzten Takt, alle zwei Stunden verkehrte ein durchgehender Zug, dazwischen enden die Züge in Altenkirchen. 2024 gab es wieder stündlich durchgehende Züge Siegen – Limburg.
Seit dem 1. Januar 2017 gilt auch im Westerwaldkreis der Tarif des Verkehrsverbundes Rhein-Mosel (VRM).
| Linie | Zuglauf | Takt   |
| ----- | --- | ------ |
| RB 90 | Westerwald-Sieg-Bahn: (Kreuztal – Siegen-Geisweid – Siegen-Weidenau –)* Siegen Hbf – Eiserfeld (Sieg) – Niederschelden Nord – Niederschelden – Mudersbach – Brachbach – Freusburg Siedlung – Kirchen – Betzdorf (Sieg) – Scheuerfeld (Sieg) – Niederhövels – Wissen (Sieg) – Etzbach – Au (Sieg) – Geilhausen – Hohegrete – Breitscheidt (Kr Altenkirchen Ww) – Kloster Marienthal (wochentags zweistdl.) – Obererbach – Altenkirchen (Westerwald) – Ingelbach – Hattert – Hachenburg – Unnau-Korb – Nistertal-Bad Marienberg (– Büdingen (Westerw) – Enspel – Rotenhain) (zweistündlich) – Langenhahn – Westerburg – Willmenrod – Berzhahn – Wilsenroth – Frickhofen – Niederzeuzheim – Hadamar – Niederhadamar – Elz (Kr Limburg/Lahn) – Staffel – Diez Ost – Limburg (Lahn) * einzelne Züge an Werktagen Stand: Fahrplanwechsel Dezember 2024 | 60 min |